# Notre-Dame des Neiges
 (novembre 2024).
Pour les articles homonymes, voir Église Notre-Dame-aux-Neiges d'Aurillac, Notre-Dame, Église Notre-Dame et Chapelle Notre-Dame.

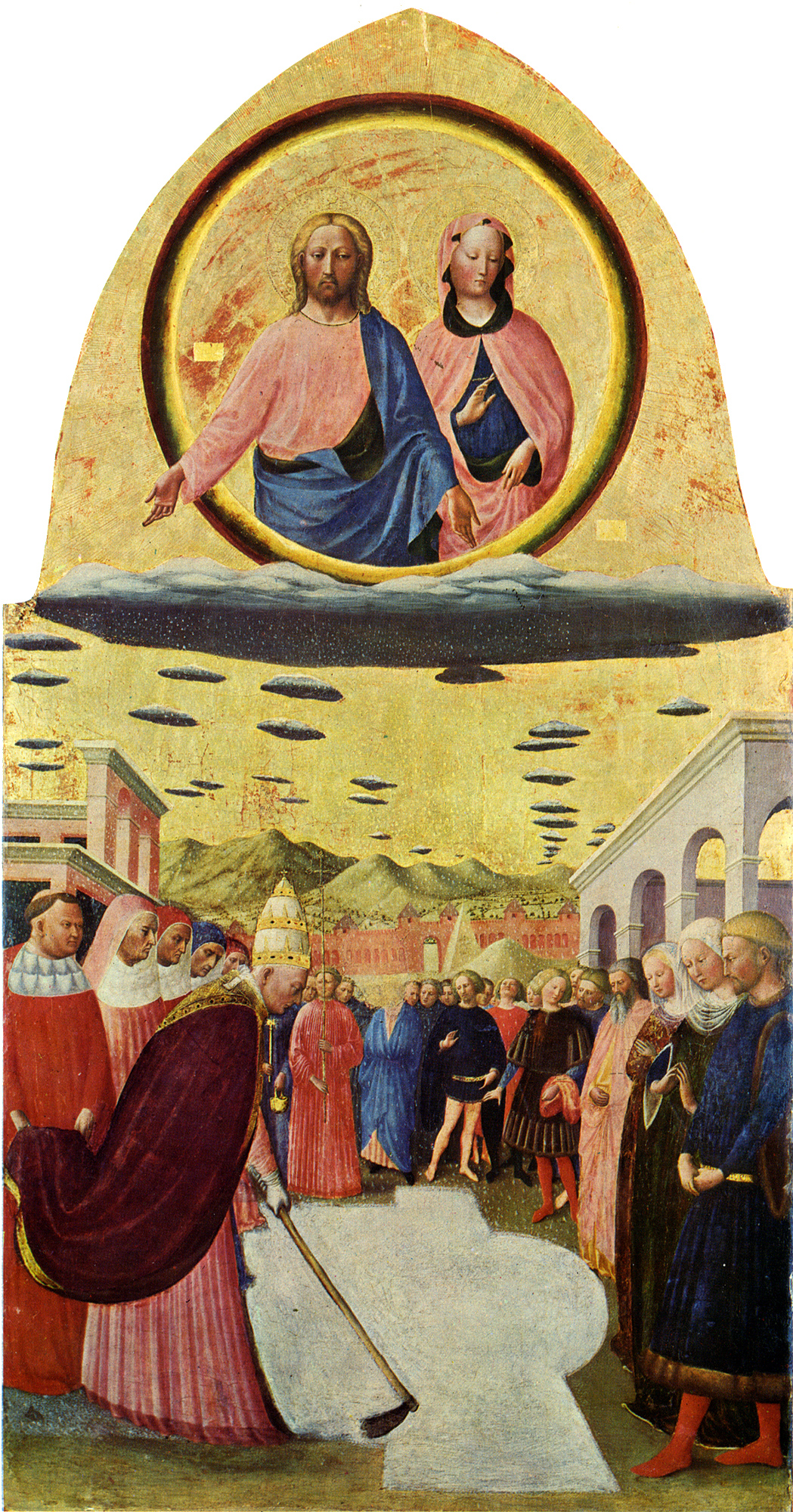
La fondation de la basilique Sainte-Marie-Majeure de Masolino da Panicale.

Notre-Dame-des-Neiges est l'un des vocables avec lesquels est invoquée la Vierge Marie. On l'emploie lorsqu'il s'agit d'un établissement ou d'un objet. En faveur de la Sainte Vierge, on écrit normalement sans trait d'union. 

## Origine de la désignation
Ce vocable a son origine dans un miracle survenu à Rome au IVe siècle à l'occasion de la fondation de la basilique Sainte-Marie-Majeure. Le matin du 5 août 358, le mont Esquilin s'est trouvé couvert de blancheur par du givre ou de la neige. C'était, sinon un miracle, du moins un signe extraordinaire en plein été. Cette circonstance décida le pape Libère à placer sur cette colline le sanctuaire qu'il avait décidé d'édifier en l'honneur de la Mère de Dieu. C'est pourquoi la basilique Sainte-Marie-Majeure est souvent appelée « la basilique libérienne ». Cette église fut parée par le pape Sixte III (432-440) d'une mosaïque monumentale destinée à illustrer la doctrine de l'Église à propos de la Vierge Marie proclamée « Mère de Dieu » en 431 par le concile d'Éphèse. Elle est symboliquement l'Arc triomphal de Sainte-Marie-Majeure. La commémoration du signe de Notre-Dame des Neiges s'inscrit dans la doctrine et la dévotion de l'Église catholique à l'égard de Marie, Mère de Dieu.
Plus tard, l'Église d'Orient institue une fête de la Transfiguration du Sauveur et la place le 6 août, c'est-à-dire quarante jours avant la fête de l'Exaltation de la Croix, le 14 septembre. Cette fête se trouve liée à celle de la commémoration du signe de Notre-Dame des Neiges.

## Célébration
Liturgiquement, dans l'Église catholique latine, Notre-Dame des Neiges est célébrée le 5 août. 

## Patronage
La ville de Nuoro en Sardaigne est placée sous le patronage de cette fête.
Le roi déchu Michel Ier de Portugal se maria tardivement et prénomma sa fille aînée Marie des Neiges.

## Dédicaces
Le vocable servit ensuite à la dédicace de nombreuses églises. 
En  Belgique
- La chapelle Notre-Dame aux Neiges à Péronnes-lez-Antoing.
- Église Notre-Dame aux Neiges (nl) (“Onze-Lieve-Vrouw-ter-Sneeuwkerk” en néerlandais) à Borgerhout (Anvers)
- Église Notre-Dame aux Neiges (nl) (“Onze-Lieve-Vrouw-ter-Sneeuwkerk” en néerlandais) à Destelbergen
- Quartier des Libertés ou quartier Notre-Dame-aux-Neiges (Ville de Bruxelles)

Au  Canada ( Québec)
- Le cimetière Notre-Dame-des-Neiges au Mont Royal, paroisse de Notre-Dame de Montréal.
- Notre-Dame-des-Neiges, une municipalité de la région de Les Basques, au Québec, située dans la région administrative du Bas-Saint-Laurent.
- L'église Notre-Dame-des-Neiges à Trois-Pistoles au Québec.

En  Espagne
- La chapelle Notre-Dame des Neiges à Torrox, près de Malaga, en Andalousie.
- La cathédrale de Notre-Dame des Neiges à Ibiza, Ibiza, Îles Baléares.

Aux  États-Unis
- Le sanctuaire national Notre-Dame-des-Neiges (en) à Belleville (Illinois)[2].

En  France
- L'abbaye Notre-Dame-des-Neiges à Saint-Laurent-les-Bains dans le département de l'Ardèche, une abbaye de l'ordre trappiste.

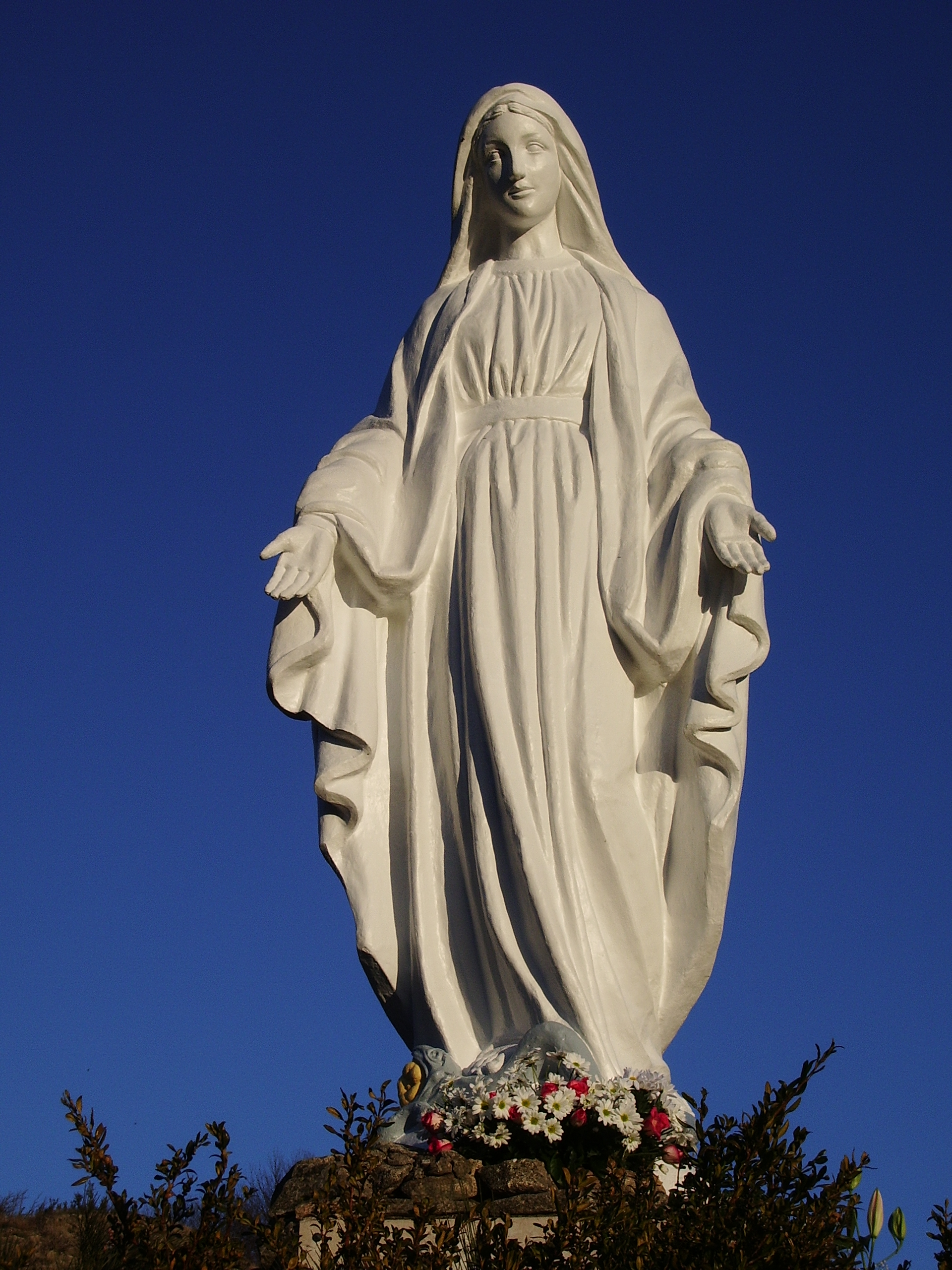
Statue de Notre-Dame des Neiges qui domine le village de Saint-Pierre-de-Colombier en Ardèche.

- La statue de Notre-Dame des Neiges[3] à Saint-Pierre-de-Colombier.
- La statue de Notre-Dame-des-Neiges à Gavarnie, œuvre de Firmin Michelet[4].
- La Famille missionnaire de Notre-Dame dont la maison-mère est également à Saint-Pierre-de-Colombier.
- Notre-Dame-des-Neiges de Bavella.
- La chapelle Notre-Dame-des-Neiges à Corneilhan dans l'Hérault
- La chapelle Notre-Dame-des-Neiges à Abriès-Ristolas dans le département des Hautes-Alpes.
- La chapelle Notre-Dame-des-Neiges à Aiguilles dans le département des Hautes-Alpes.
- La chapelle Notre-Dame-des-Neiges à Ris dans le département des Hautes-Pyrénées.
- La chapelle Notre-Dame-des-Neiges à Antras dans le département de l'Ariège.
- La chapelle Notre-Dame-des-Neiges à Corcoué-sur-Logne dans le département de la Loire-Atlantique.
- La chapelle Notre-Dame-des-Neiges à Fouesnant dans le département du Finistère.
- La chapelle Notre-Dame-des-Neiges à Lannilis dans le département du Finistère.
- La chapelle Notre-Dame-des-Neiges à Baud dans le département du Morbihan vendue comme bien national en 1790.
- La chapelle Notre-Dame-des-Neiges à Caudan dans le département du Morbihan.
- La chapelle Notre-Dame-des-Neiges à Questembert dans le département du Morbihan.
- La chapelle Notre-Dame-des-Neiges à Sainte-Brigitte dans le département du Morbihan.
- La chapelle Notre-Dame-des-Neiges à Bannalec dans le département du Finistère.
- La chapelle Notre-Dame-des-Neiges à Beuvange-sous-Saint-Michel, dans le département de la Moselle.
- La chapelle Notre-Dame-des-Neiges à Réotier dans le département des Hautes-Alpes[5].
- La chapelle Notre-Dame-des-Neiges au Plateau des Glières dans le département de la Haute-Savoie.
- La Chapelle Notre Dame des Neiges à Méribel dans le département de la Savoie.
- La chapelle Notre-Dame-des-Neiges à Valmeinier dans le département de la Savoie.
- La chapelle Notre-Dame-des-Neiges à Montgésin dans le département de la Savoie.
- La chapelle Notre-Dame-des-Neiges, dite chapelle des Peux à Job, dans le département du Puy-de-Dôme
- La chapelle Notre-Dame-des-Neiges à Maizey, dans le département de la Meuse.
- L'église Notre-Dame des Neiges à l'Alpe d'Huez dans le département de l'Isère.
- L'église Notre-Dame des Neiges à La Crèche dans le département des Deux-Sèvres.
- L'église Notre-Dame-aux-Neiges à Aurillac, dans le département du Cantal.
- L'église Notre-Dame-des-Neiges à Cilaos, dans le département de La Réunion.
- L'église Notre-Dame-des-Neiges à Gourdon dans le département du Lot.
- L'église Notre-Dame-des-Neiges au Havre dans le département de la Seine-Maritime.
- L'église Notre-Dame-des-Neiges à Péone dans le département des Alpes-Maritimes.
- L'église Notre-Dame-des-Neiges à Sainte-Agnès dans le département des Alpes-Maritimes.
- L'église Notre-Dame-des-Neiges à Quily dans le département du Morbihan, bâtie en 1689 et sous le patronage de Saint Nicodème depuis 1802, année du Concordat.
- L'église Notre-Dame-des-Neiges à Louargat dans le département des Côtes-d'Armor
- L'église Notre-Dame-des-Neiges sur la Base antarctique McMurdo sur l'Île de Ross dans l'Océan Antarctique.
- L'église Notre-Dame-des-Neiges à Marseille dans le département des Bouches-du-Rhône.
- L'église Notre-Dame-des-Neiges à Trie-sur-Baïse dans le département des Hautes-Pyrénées.
- Le prieuré Notre-Dame-des-Neiges à Laloubère dans les Hautes-Pyrénées.

En  Inde
- La basilique Notre-Dame-des-Neiges, à Tuticorin (Tamil Nadu).

En  Italie
- L'église Notre-Dame-des-Neiges au Colisée, à Rome.
- L'église Notre-Dame-des-Neiges, à Bousson.
- Le sanctuaire Notre-Dame-des-Neiges à Machaby (Arnad).
- La chapelle Notre-Dame-de-la-Neige de La Magdeleine.
- La chapelle Notre-Dame-des-Neiges à Porossan, hameau d'Aoste.
- Le sanctuaire Notre-Dame-des-Neiges à Cunéy (dans le haut vallon de Saint-Barthélemy).
- Le sanctuaire Notre-Dame-des-Neiges près du lac Misérin dans la haute vallée de Champorcher.

Au  Portugal
- La chapelle Notre-Dame des Neiges (Nossa Senhora das Neves en portugais) à Rio de Moinhos (Esposende)

En  Serbie
- L'église Notre-Dame-des-Neiges à Petrovaradin.

En  Suisse
- La chapelle Notre-Dame des Neiges aux Paccots, station de ski de Châtel-Saint-Denis (Canton de Fribourg).
- La chapelle Notre-Dame des Neiges au Schwarzsee (Lac-Noir), pied du Cervin (arrête de Zmutt), 2 552 m., Zermatt (Canton du Valais).

En  Tchéquie
- L'église Notre-Dame des Neiges (cs) (Kostel Panny Marie Sněžné) à Krásná Lípa, dans le quartier de Sněžná.
- L'église Notre-Dame-des-Neiges à Rychnov nad Malší.

C'est aussi l'origine du nom de l'île de Niévès (Saint-Christophe-et-Niévès), dans les Antilles.